# Schronisko w Sokolicy Pierwsze
Schronisko w Sokolicy Pierwsze, Schronisko Pierwsze w Sokolej – jaskinia typu schronisko na Sokolej Górze w miejscowości Olsztyn w województwie śląskim, w powiecie częstochowskim. Pod względem geograficznym znajduje się na Wyżynie Mirowsko-Olsztyńskiej będącej częścią Wyżyny Częstochowskiej.

## Opis obiektu
Schronisko znajduje się u podstawy skałki na północnych stokach Sokolej Góry w rezerwacie przyrody Sokole Góry. Ma duży otwór z okapem i otwartą ku górze, pionową szczeliną. Pod okapem i głębiej w skale, jest nyża o szerokości około 4 m, w głębszej części obniżająca się do wysokości 1,2 m. W tylnej części ma półkolisty strop, za nim biegnie prosty korytarzyk o wysokości 2 m, miejscami przegrodzony skałami odpadłymi od stropu i ścian. Korytarzyk stopniowo obniża się wyprowadzając do salki o wymiarach 2,5 × 1 m
Jaskinia powstała w wapieniach pochodzących z późnej jury. Jej namulisko przy otworze jest próchniczno-ilaste, w głębi ilaste. Strop i ściany są myte, w wielu miejscach z naciekami (głównie żebra i polewy) oraz krystalicznymi szczotkami, nacieki jednak są zwietrzałe. Na końcu korytarzyka jest jednometrowej wysokości kominek, do którego wrastają korzenie drzew. Są w nim czerwone, gliniaste osady terra rosa.
Schronisko w tylnej części korytarza jest ciemne. Nie ma własnego mikroklimatu.

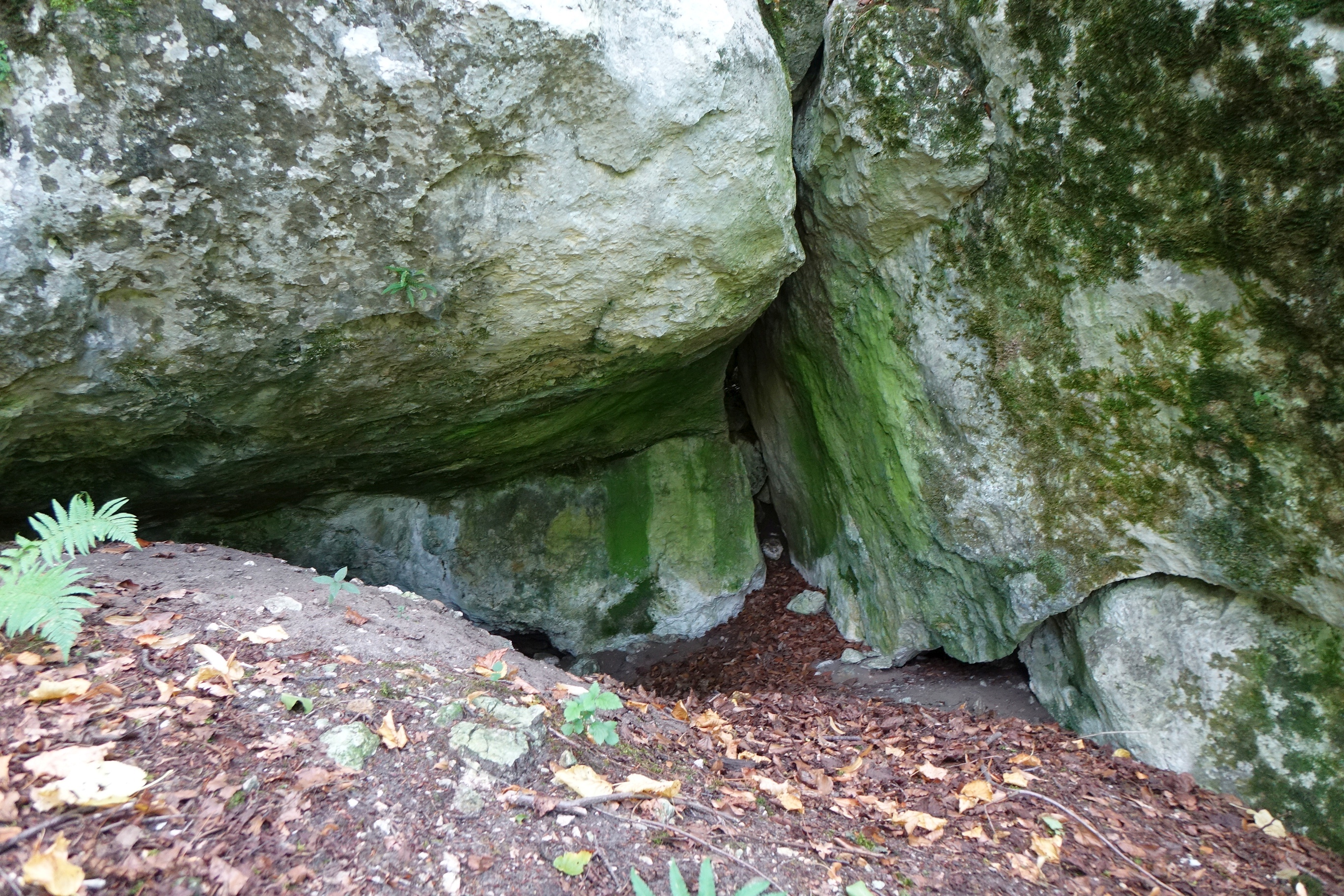
Otwór
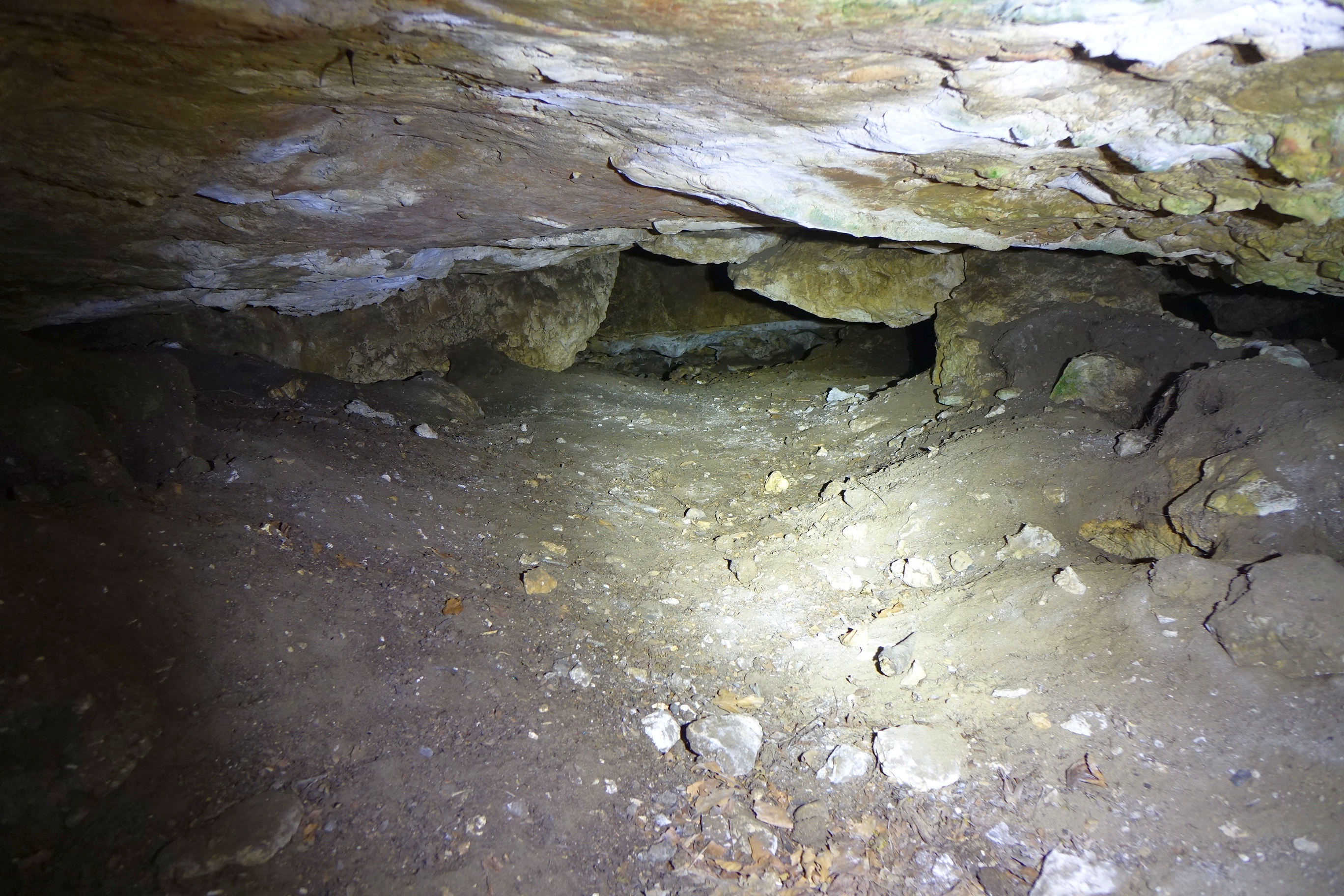
Tylna część przedniej nyży
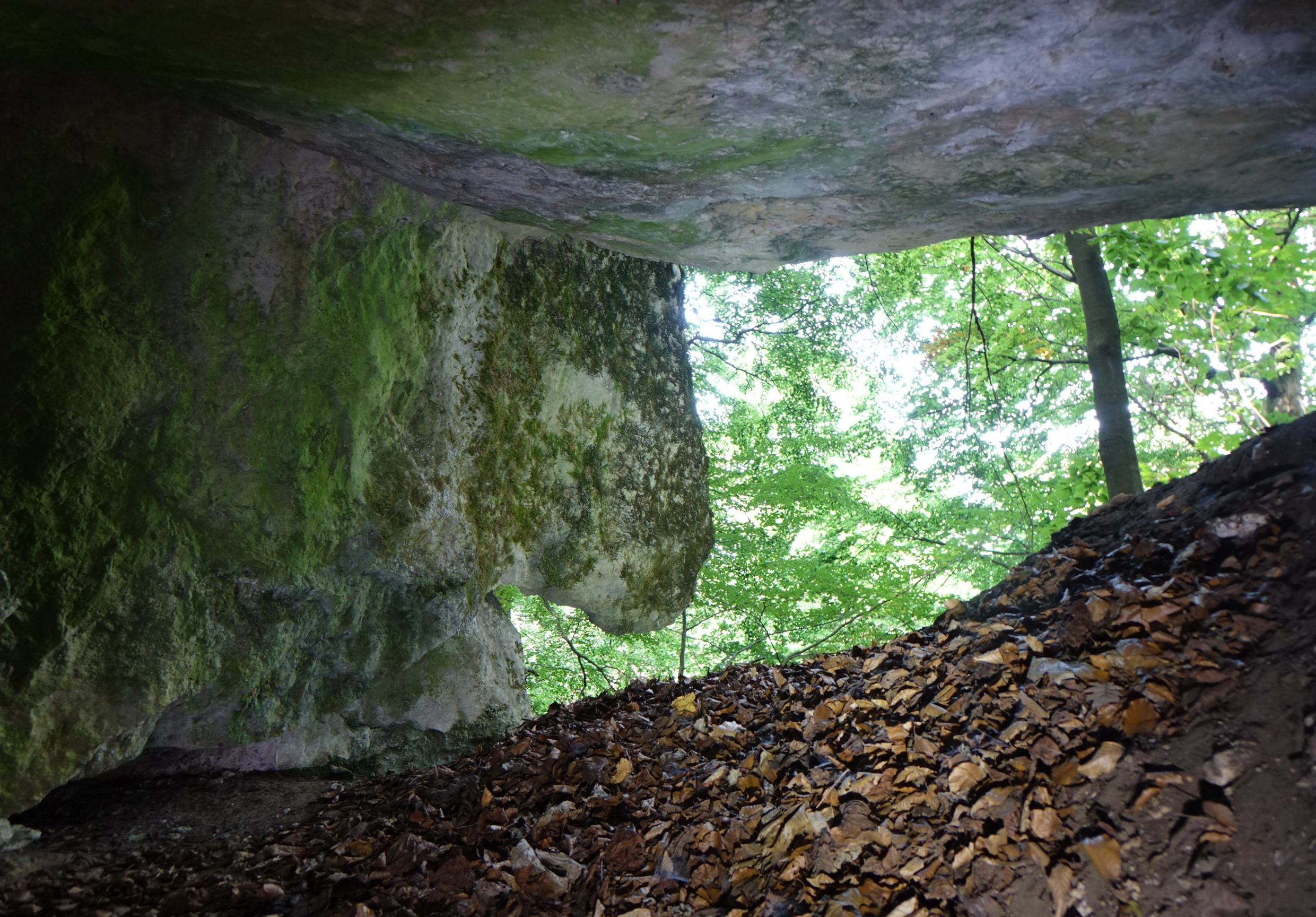
Widok z nyży

W tej samej grupie skał, w odległości 15 m na północny zachód znajduje się Schronisko w Sokolicy Drugie.